# Безенгран
Безенгран (фр. Bésingrand) насеље је и општина у југозападној Француској у региону Аквитанија, у департману Атлантски Пиринеји која припада префектури По.
По подацима из 2011. године у општини је живело 119 становника, а густина насељености је износила 51,97 становника/km². Општина се простире на површини од 2 km². Налази се на средњој надморској висини од 119 метара (максималној 118 m, а минималној 105 m).

## Демографија
| 1962. | 1968. | 1975. | 1982. | 1990. | 1999. | 2011. |
| ----- | ----- | ----- | ----- | ----- | ----- | ----- |
| 54    | 85    | 89    | 93    | 103   | 130   | 119   |

График промене броја становника у току последњих година